# Scrancia hypotriorchis
Scrancia hypotriorchis är en fjärilsart som beskrevs av Sergius G. Kiriakoff 1967. Scrancia hypotriorchis ingår i släktet Scrancia och familjen tandspinnare. Inga underarter finns listade.